# 3º Reggimento trasmissioni
Il 3º Reggimento Trasmissioni ha sede in Roma all'interno della Caserma "Perotti" situata nel Comprensorio Militare "Cecchignola" ed è costituito da tre Battaglioni, "Gennargentu", "Abetone" e "Lanciano".

## I battaglioni
- Il Battaglione "Lanciano" ha sede nel Comando di Reggimento, a Roma.
- Il Battaglione Trasmissioni "Abetone" è il continuatore della storia del 43º Reggimento Trasmissioni "ABETONE" ed ha sede in Firenze.
- Il Battaglione "Gennargentu", che eredita la storia del 47º Battaglione Trasmissioni "Gennargentu" ha sede in Cagliari, nel comprensorio Villasanta-Monfenera.

## Partecipazione a missioni all'estero
Il Reggimento non ha partecipato direttamente, ma fornendo personale specializzato e qualificato, alle missioni militari internazionale dalla ISAF in Afghanistan, Kfor in Kosovo, SFOR e Althea in Bosnia e Antica Babilonia in Iraq, Libano, riuscendo a sopperire alle carenze di personale altamente qualificato dei Reggimenti 11º, 7º, 1º e 2º, 232º.
Nel 2004-2005 è stato impegnato direttamente nella missione in Kossovo Joint Guardian, costituendo una Centro sistemi C4 presso la Task Force C4 di Villaggio Italia, nella sede di Belo Polje (Kossovo).
È considerato il Reggimento delle trasmissioni più anziano d'Italia e l'unico avente alle dipendenze tre battaglioni.

## Insegne e Simboli
- Il Reggimento indossa il fregio dell'Arma delle Trasmissioni. Il fregio delle Trasmissioni denuncia la sua nascita dall'Arma del Genio per la presenza delle asce incrociate. L'insegna è completata da scariche elettriche e da un'antenna radio circolare a sei braccia posta sotto la bomba fiammeggiante.
- Le mostrine del Reggimento sono le fiamme a due punte azzurro elettrico con bordo amaranto; alla base della mostrina si trova la stella argentata a 5 punte bordata di nero, simbolo delle forze armate italiane.

## Festa del reggimento
- La festa del reggimento si svolge il 24 giugno, anniversario della battaglia del solstizio del 1918.

## Armi e mezzi in dotazione
Informazioni ricavate dalla pagina del 3º Reggimento trasmissioni sul sito dello Stato Maggiore dell'Esercito.

### Armamento
- Beretta 92 cal.9
- Fucile d'assalto "AR 70/90" cal. 5,56
- Arma di reparto "MINIMI" cal. 5,56
- Arma di reparto "MG 42/59" cal. 7,62 NATO
- OD 82/SE

### Mezzi
- Land Rover AR 90
- VM 90T

### Mezzi delle trasmissioni
- Ponte Radio Digitale VHF di piccola capacità
- Stazione Radio SRT - 478
- Shelter tipo UEO 2 per Posti Comando
- Ponte Radio PR6/15
- Gruppo elettrogeno "COELMO"